# Стомпелев, Евгений Михайлович
Евгений Михайлович Стомпелев (1887—1939) — советский домрист, дирижёр и педагог.

## Биография
Родился 3 (15) февраля 1887 года в Санкт-Петербурге.
С 1902 года преподавал в учебных заведениях Санкт-Петербурга. В 1914—1923 годах работал в Вологде. В 1917 году создал Первый северный показательный оркестр народных инструментов. Вёл музыкально-просветительскую работу в частях Красной Армии, а также на многих предприятиях Ярославля; преподавал там же в музыкальной школе.
С 1923 года художественный руководитель Оркестра русских народных инструментов в Ярославле (с 1933 — его имени). Оркестр включал 34 человека — рабочие и служащие — работающих добровольно и бесплатно. В 1930-е годы оркестр гастролировал. В 1934 году на Московской олимпиаде самодеятельного творчества он занял второе место. Большую роль оркестр играл в подготовке руководителей для самодеятельности и создания сети самодеятельных музыкальных кружков.
В 1929 году Стомпелев организовал в Ярославле первую ячейку общества «Музыка — массам».
Заслуженный артист РСФСР (1936).
Умер 15 января 1939 года в Ярославле.
В честь Стомпелева названы детская школа искусств в Ярославле (микрорайон Дядьково), и ярославская губернаторская премия за достижения в любительском творчестве.
Сын — Стомпелев, Евгений Евгеньевич.